# Cyclone (1987)
Cyclone ist ein Science-Fiction-Actionfilm aus dem Jahr 1987 von Fred Olen Ray mit Heather Thomas, Jeffrey Combs und Dar Robinson in den Hauptrollen.

## Handlung
Teri Marshall verlässt das Fitnessstudio und stoppt bei einer Motorradwerkstatt, um Teile für ihren Erfinderfreund Rick zu besorgen. Dieser hat das ultimative Motorrad entwickelt, den Cyclone. Es ist 5 Millionen Dollar wert, ist mit Raketenwerfern und Laserkanonen ausgestattet, und benötigt nichts Weiteres als Sauerstoff, um zu funktionieren. Die Regierung hat die Finanzierung für das hochmoderne Motorrad übernommen, da sie die Kontrolle über das Fahrzeug übernehmen möchte. Ebenfalls sehen kriminelle Waffenhändler in dem Motorrad eine Goldgrube und wollen es stehlen, um es auf dem Schwarzmarkt zu verkaufen.
Als Teri und Rick zu einem örtlichen Hotspot aufbrechen, wird Rick von denen ermordet, die die Kontrolle über den Prototyp erlangen wollen. Nun liegt es an Teri, dass das Cyclone nicht in die falschen Hände gerät. Bei dieser Aufgabe kann Teri nur sich selbst vertrauen.

## Produktion
Cyclone wurde im Sommer 1986 in Los Angeles gedreht. Der Film erschien erstmals am 5. Juni 1987, etwa ein Jahr nach Beendigung von Heather Thomas’ größtem Hit Ein Colt für alle Fälle. Für die Herstellung des Films wurde ein Budget von 41.174 US-Dollar verwendet.

## Kritik
Das Lexikon des internationalen Films urteilte, der Film sei am Beginn „spannend und fantasievoll“, entwickle „sich [...] rasch zum High-Tech-Spektakel“ und ende „in einer unerquicklichen Selbstjustiz-Orgie“. Die „Darstellung“ sei „[m]angelhaft und voller Spekulationen“.